# آستول (تگزاس)
آستول، تگزاس(به انگلیسی: Austwell, Texas) شهری در شهرستان رفجیو ایالت تگزاس از ایالات جنوبی ایالات متحده آمریکا است. در سرشماری سال ۲۰۰۰، جمعیت این شهر ۱۹۲ نفر اعلام شد.